# Marktstabilitätsreserve
Die Marktstabilitätsreserve (MSR) ist ein Mechanismus des Europäischen Emissionshandelssystems, um überschüssige Emissionsberechtigungen (Zertifikate) aus dem Markt zu nehmen und gegebenenfalls zu einem späteren Zeitpunkt teilweise wieder in den Markt einzuspeisen oder auch dauerhaft stillzulegen. Die MSR soll die Wirksamkeit des Emissionshandels erhöhen und starke Preisschwankungen verringern.

## Hintergrund und Rechtsgrundlagen
Die ersten Phasen des EU-Emissionshandels für Industrie und Energie (EU-EHS I) bis 2017 waren geprägt von einem hohen Zertifikateüberschuss und einem damit einhergehenden Preisverfall der Zertifikate, der die umweltpolitische Wirksamkeit dieses Handelssystems in Frage stellte. Erst im Zuge mehrerer Reformen konnte ein Preisniveau erreicht werden, dass geeignet ist, langfristige Investitionen in klimafreundliche Technologien zu lenken. Die Einführung der MSR war eine dieser Reformen. Mindestpreise bei der Auktionierung der Zertifikate wurden als Alternative nicht weiter verfolgt: In der EU-Kommission gab es Befürchtungen, dass Mindestpreise als primär fiskalischer Natur angesehen werden könnten. Damit hätten sie im EU-Rat nur einstimmig beschlossen werden können.
In den ersten zwei Handelsperioden bis 2013 hatte sich ein Überschuss von rund 2,2 Milliarden Zertifikaten angesammelt, wobei ein Zertifikat zur Emission von einer Tonne CO2-Äquivalent berechtigt. Zum Vergleich: die Gesamtmenge der ausgegebenen Zertifikate (das Cap) lag 2013 bei 2,1 Milliarden Zertifikaten. Um den Überschuss abzubauen, wurde von 2014 bis 2016 die Versteigerung von insgesamt 0,9 Milliarden Zertifikaten im Rahmen des so genannten Backloading zurückgehalten. Davon wurden 0,4 Mrd. in 2014, 0,3 Mrd. in 2015 und 0,2 Mrd. in 2016 zurückgehalten.
Im Jahr 2015 entschied sich die EU zu einer strukturellen Reform des Emissionshandels: Durch einen EU-Beschluss, den Beschluss (EU) 2015/1814 (MSR-Beschluss), wurde im Jahr 2018 die Marktstabilitätsreserve eingerichtet. Sie wurde mit EU-Richtlinie 2018/410 und Beschluss (EU) 2023/852 noch verschärft. Die im Backloading zurückgehaltenen Zertifikate wurden in die MSR überführt. Seit Januar 2019 wird die MSR eingesetzt. Überschüssige Zertifikate, zum Beispiel Reste aus Versteigerungen, werden seit 2019 anteilig in diese Reserve übernommen. Soweit die Zahl der Zertifikate in der MSR über der Zahl der versteigerten Zertifikate des Vorjahres liegt, werden Zertifikate aus der MSR endgültig gelöscht; sie können dann nicht mehr in Umlauf kommen.
Im Jahr 2023 einigte sich die EU im Rahmen des Fit for 55-Pakets mit Richtlinie (EU) 2023/959 darauf, ab 2024 die Schifffahrt in das EU-EHS I und die damit verbundene Marktstabilitätsreserve einzubeziehen. Die Zertifikate des Luftverkehrs sollen ab 2024 bei der Berechnung der Gesamtmenge der in Umlauf befindlichen Zertifikat berücksichtigt werden. Überschüssige Zertifikate werden bis zu einer gewissen Menge vollständig in die MWR eingestellt, darüber anteilig. Auch die Löschung von Zertifikaten aus der MSR des EU-EHS I wird angepasst: Soweit mehr als 400 Mio. Zertifikate enthalten sind, werden diese endgültig gelöscht. Zur Preisdämpfung kann einmal alle zwölf Monate eine bestimmte Menge an Zertifikaten freigegeben werden.
Mit Richtlinie (EU) 2023/959 wird außerdem ein zweites Emissionshandelssystem eingerichtet (EU-EHS II), das fossile Brennstoffe für Gebäude, Straßenverkehr und weitere Sektoren umfasst. Im Jahr 2027 soll der Handel in diesem System beginnen. Für dieses System soll es einen eigenen, vom EU-EHS I getrennten Bereich in der Marktstabilitätsreserve geben. Dieser wird 2027 im sogenannten Frontloading mit 600 Mio. Zertifikaten bestückt und nimmt ab 2028 überschüssige Zertifikate auf. Zertifikate aus dem Frontloading werden gesondert verbucht und können längstens bis Ende 2030 in Umlauf gebracht werden. Für die MSR des EU-EHS II gibt es von der des EU-EHS I abweichende Auslöser und Mengen für das Einstellen und Freigeben von Zertifikaten.

## Funktionsweise
Zunächst ermittelt die EU-Kommission jedes Jahr bis zu einem Stichtag für jeden Bereich der MSR nach einem vorgegebenen Verfahren die Menge der in Umlauf befindlichen Zertifikate, die TNAC (total number of allowances in circulation) des Vorjahres. Die TNAC wird mit Schwellwerten verglichen: Liegt sie über einem oberen Schwellwert, so werden Zertifikate in die Reserver eingestellt. Liegt sie unter einem Schwellwert, werden Zertifikate freigegeben. Darüber hinaus können schnell steigende oder hohe Preise Auslöser für die Freigabe von Zertifikaten aus der MSR sein. Das Einstellen oder Freigeben von Zertifikaten erfolgt ab September, verteilt über zwölf Monate. Damit überschneiden sich Einstellungs- bzw. Freigabezeiträume mit zwei Zeiträumen, für die die TNAC berechnet wird; die Menge in der MSR in einem Jahr lässt sich nicht einfach als Summe der Vorjahresmenge und der eingestellten oder freigegebenen Menge des Jahres berechnen.

### MSR für Industrie und Energie

Funktionsweise der Marktstabilitätsreserve im Emissionshandel für Energie und Industrie

Die MSR wird aktiviert, sofern die Umlaufmenge einen oberen oder einen unteren Schwellenwert über- bzw. unterschreitet.
- Der obere Schwellenwert liegt bei 833 Mio. Zertifikaten. Wird er überschritten, so gibt es zwei Möglichkeiten: Beträgt die Umlaufmenge bis 1096 Mio. Zertifikate, so werden die Auktionsmengen ab September des Folgejahres um die Differenz aus Umlaufmenge und 833 Mio. gekürzt. Liegt sie über 1096 Mio. Zertifikaten, so werden die Auktionsmengen um 24 % (ab 2031: 12 %) der Umlaufmenge gekürzt. Die gekürzten Mengen werden ab September des Jahres in die MSR eingestellt. Mit dieser Regel wächst die absolute Zahl einzustellender Zertifikate allmählich mit der Umlaufmenge an, es gibt keine Schwelle, ab der die Zahl abrupt zunimmt.[19]
- Der untere Schwellenwert liegt bei 400 Mio. Zertifikaten. Wird er unterschritten, so werden 100 Mio. Zertifikate der MSR entnommen und zusätzlich versteigert. Das geschieht jedoch nur soweit, wie die MSR zu diesem Zeitpunkt ausreichend viele Zertifikate enthält.

Darüber hinaus werden ab 2024 bei einem raschen Preisanstieg Zertifikate freigegeben: Wenn der Preis versteigerter Zertifikate sechs Monate lang mehr als das 2,4-fache der vorangegangenen zwei Jahre beträgt, werden 75 Mio. Zertifikate freigegeben. Diese Regel kann nur einmal alle zwölf Monate angewendet werden.
Der Gesamtumfang der MSR blieb dabei bis Ende 2023 auf die Auktionsmengen des jeweiligen Vorjahres beschränkt. Ab 2024 wird der Gesamtumfang auf maximal 400 Mio. begrenzt. Alle darüber hinausgehenden Zertifikate werden gelöscht.
Zertifikate des innergemeinschaftlichen Luftverkehrs (knapp 2 % der Zertifikate im EU-EHS I) wurden bis Ende 2023 nicht in der Umlaufmenge berücksichtigt.

### MSR für Gebäude, Straßenverkehr und weitere Sektoren
Ab 2027 greift der Emissionshandel in den Bereichen Gebäude, Straßenverkehr und weiteren Sektoren (EU-EHS II). Der damit verbundene Bereich der MSR wird 2027 initial mit 600 Mio. Zertifikaten bestückt, ab September 2028 können regulär Zertifikate aus dem EU-EHS II eingestellt und freigegeben werden.
Die MSR wird aktiviert, sofern deren Umlaufmenge einen oberen oder einen unteren Schwellenwert über- bzw. unterschreitet.
- Der obere Schwellenwert liegt bei 440 Mio. Zertifikaten. Wird er überschritten, so werden die Auktionsmengen ab September des Folgejahres um 100 Mio. gekürzt. Die gekürzten Mengen werden in die MSR eingestellt.
- Der untere Schwellenwert liegt bei 210 Mio. Zertifikaten. Wird er unterschritten, so werden 100 Mio. Zertifikate der MSR entnommen und zusätzlich versteigert. Das geschieht jedoch nur soweit, wie die MSR zu diesem Zeitpunkt ausreichend Zertifikate enthält.

Darüber hinaus können einmal alle zwölf Monate Zertifikate aus diesem Bereich der MSR freigegeben werden, um hohen Preisen und raschen Preisanstiegen im EU-EHS II entgegenzuwirken:
- Die Preise versteigerter Zertifikate werden in Dreimonatszeiträumen jeweils mit den Durchschnittspreisen der vorangegangenen sechs Monate verglichen.
  - Betragen sie länger als drei Monate mehr als das Doppelte (in den Jahren 2027, 2028: mehr als das 1,5-fache), werden 50 Mio. Zertifikate freigegeben.
  - Betragen sie länger als drei Monate mehr als das Dreifache, werden 150 Mio. Zertifikate freigegeben.
- Wenn die Preise versteigerter Zertifikate zwei Monate lang über 45 Euro liegen, werden 20 Mio. Zertifikate freigegeben. Die Preisgrenze von 45 Euro ist indexiert auf die EU-Verbraucherpreise des Jahres 2020 – bei einer ab 2024 angenommenen Inflationsrate von 2 % pro Jahr wären das im Jahr 2027 56 Euro.[23]

## Umfang
Die folgende Tabelle gibt eine Übersicht über die Zertifikate in Millionen, die sich jeweils zum 31. Dezember im Umlauf und in der MSR für das EU-EHS I befunden haben sowie über die aus diesen Werten folgenden Einstellungen von Zertifikaten in die MSR. Diese Einstellung erfolgt jeweils vom 1. September des Folgejahres bis zum 31. August des übernächsten Jahres (außer 2017: dort 1. Januar bis 31. Dezember 2019). Durch die Überlappung der Einstellungszeiträume mit den Stichtagen ergibt sich die Menge in der MSR nicht aus dem Vorjahr plus Einstellung.
| Per 31.12. | Zertifikate im Umlauf | Zertifikate in der MSR | Einstellung in die MSR in den Folgejahren | Zertifikate zu löschen im Folgejahr |
| ---------- | --------------------- | ---------------------- | ----------------------------------------- | ----------------------------------- |
| 2016       | 1.694                 | 0                      | 0                                         |                                     |
| 2017       | 1.655                 | 0                      | 265                                       |                                     |
| 2018       | 1.655                 | 0                      | 397                                       |                                     |
| 2019       | 1.385                 | 1.297 (a)              | 333                                       |                                     |
| 2020       | 1.579                 | 1.925                  | 379                                       |                                     |
| 2021       | 1.449                 | 2.633                  | 345                                       |                                     |
| 2022       | 1.135                 | 3.001                  | 272                                       | 2.515                               |
| 2023       | 1.112                 | 809                    | 267                                       | 382                                 |

## Endogenisierung des Cap
Für das EU-EHS I gilt: Wie viele Zertifikate in die Marktstabilitätsreserve eingestellt oder wie viele daraus freigegeben werden, hängt von der Umlaufmenge an Zertifikaten ab. Wenn Unternehmen weniger Zertifikate nutzen – d. h. zur Abgeltung von Emissionen löschen lassen müssen –, nimmt die Umlaufmenge zu. Eine größere Umlaufmenge führt tendenziell dazu, dass mehr Zertifikate in die MSR eingestellt werden. Die maximale Zertifikatmenge in der MSR wiederum ist begrenzt: bis 2023 auf die Umlaufmenge des Vorjahres, ab 2024 fest auf 400 Mio.; gibt es mehr Zertifikate, werden diese gelöscht. Mit der Löschung verringert sich effektiv das Cap, also die maximale Emissionsmenge des Emissionshandels. Das Cap ist dadurch nun mittelbar von der Zertifikatnachfrage abhängig (endogenes Cap). Die Endogenisierung des Caps hat Folgen für zusätzliche Klimaschutzmaßnahmen der Nationalstaaten:

### Abschwächung des Wasserbetteffekts
EU-Staaten können in Ergänzung zum Emissionshandel eigene Maßnahmen zur Emissionsminderung ergreifen. Ein Beispiel ist der deutsche Kohleausstieg. Soweit aber zusätzlich keine Zertifikate gelöscht werden, bleibt die Gesamtmenge der Zertifikate im Emissionshandel und damit das Cap unverändert. Nur die Nachfrage nach Zertifikaten verringert sich, und zwar um die eingesparten Emissionen. Ohne Endogenisierung können daher Emissionen in gleicher Höhe an anderer Stelle entstehen, netto kommt es zu keiner Emissionsminderung. Dies nennt man den Wasserbetteffekt. Um mit einer nationalen Klimaschutzmaßnahme in einem EU-EHS I-Sektor Netto-Emissionsminderungen zu bewirken, muss das Cap sinken. Dazu können Staaten Zertifikate dauerhaft stilllegen, was aber zu Lasten ihrer Einnahmen aus dem Emissionshandel geht.
Mit der Löschung aus der MSR gibt es einen zweiten Mechanismus, der das Cap verringern kann: Die Klimaschutzmaßnahme lässt die Emissionen der betroffenen Unternehmen sinken. Diese nutzen weniger Zertifikate zur Abgeltung ihrer Emissionen. Die Zahl der Zertifikate im Umlauf steigt, es werden tendenziell mehr Zertifikate in die MSR eingestellt und die Gesamtmenge in der MSR wird eher die Grenze überschreiten, die zur Löschung von Zertifikaten führt. Der Wasserbetteffekt kann dadurch signifikant abgeschwächt werden: Eine Modellrechnung kommt zu dem Ergebnis, dass dieser Mechanismus den Wasserbetteffekt zwischen 2023 und 2028 um 47 – 95 % verringert. Dadurch, dass Zertifikate zeitverzögert aus der MSR gelöscht werden, können nationale Klimaschutzmaßnahmen sogar einen deutlich negativen Wasserbetteffekt auslösen, d. h. zur Löschung zusätzlicher Zertifikate aus der MSR führen.

### Grünes Paradoxon
Die MSR kann im EU-Emissionshandel ein Grünes Paradoxon bewirken: Werden frühzeitig künftige zusätzliche Klimaschutzmaßnahmen angekündigt, erwarten die Marktteilnehmer, dass die Nachfrage nach Zertifikaten und damit deren Wert sinkt. Zertifikate, die sie besitzen, würden dadurch an Wert verlieren. Damit erhalten sie einen Anreiz, die Zertifikate bald zu nutzen oder zu verkaufen, statt sie aufzubewahren (banking). Die Anzahl der im Umlauf befindlichen Zertifikate sinkt und es werden weniger Zertifikate in die MSR eingestellt. Dadurch werden weniger Zertifikate dauerhaft gelöscht.